# Station Bad Nieuweschans
Station Bad Nieuweschans is het station van Bad Nieuweschans in de provincie Groningen. Het is het eindpunt van de spoorlijn van Groningen naar Bad Nieuweschans, en een grensstation voor de spoorlijn naar Leer. Het station ligt feitelijk in Oudezijl, een buurtschap aan de andere kant van de Westerwoldse Aa, op korte afstand van de Duitse grens. Het station is het meest oostelijk gelegen station van Nederland. Bad Nieuweschans is dan ook de meest oostelijk gelegen plaats van Nederland.
Het station werd in gebruik genomen op 1 november 1868 met de opening van de spoorlijn Winschoten – Nieuweschans. Hiermee was de tweede door de Maatschappij tot Exploitatie van Staatsspoorwegen (SS) in gebruik genomen spoorlijn voltooid. Het was een deel van de door de Staat der Nederlanden aangelegde Staatslijn B, van Harlingen naar Nieuweschans (aangelegd in 1863-1868).
Vanaf Bad Nieuweschans loopt de grensoverschrijdende lijn door naar Leer in Duitsland. Dit lijngedeelte werd geopend op 26 november 1876. Wegens achterstallig onderhoud en groot herstelwerk is deze lijn enige jaren beperkt respectievelijk niet in gebruik geweest. Sinds 2002 rijdt men weer grensoverschrijdend. Vanaf 2006 biedt Arriva een directe verbinding Groningen-Leer. De concessie loopt tot 2035.
Het stationsgebouw van Nieuweschans is afgebroken in 1973. Wel resteert een gerestaureerde polygonale locomotiefloods uit 1877, die sinds 2004 verhuurd wordt aan bedrijven.
Het station wordt bediend door treinen van Arriva. In 2013 is de stationsnaam gewijzigd in Bad Nieuweschans.
Van december 2012 tot 3 december 2015 reed er op maandag t/m zaterdag elk uur een trein naar Leer, daarvoor was dit elke twee uur. Op zondag daarentegen reed alleen de internationale trein door naar Nieuweschans en reed die nog maar één keer per twee uur. 
Op 3 december 2015 is in Duitsland de spoorbrug over de Eems bij Weener vernield bij een aanvaring. Vervanging gaat meerdere jaren duren. Sinds 30 oktober 2016 wordt weer gereden naar Weener waar aansluiting bestaat op buslijn 620 gereden door Weser-Ems-Bus naar Leer.   

## Treinverbindingen
| Serie            | Treinsoort         | Route                                                                           | Bijzonderheden |
| ---------------- | ------------------ | ------------------------------------------------------------------------------- | --- |
| 20100 RS 6 RB 57 | Stoptrein (Arriva) | Groningen – Zuidbroek – Bad Nieuweschans – Weener – ‒ Leer                      | Ook wel Wiederline genoemd. Vanwege brugschade geen treinverkeer mogelijk tussen Weener en Leer. Op dit traject rijdt lijnbus 620 van Weser-Ems Bus. Er rijden ook Arrivabussen tussen Groningen en Leer v.v. |
| 37500 RS 6       | Stoptrein (Arriva) | Groningen – Zuidbroek – Winschoten – Bad Nieuweschans                           | Rijdt alleen op zondag. |
| 37600 RS 4       | Stoptrein (Arriva) | Eemshaven – Roodeschool – Groningen – Zuidbroek – Winschoten – Bad Nieuweschans | Voor 6:30 uur en na 21:00 uur wordt niet gereden tussen Eemshaven en Roodeschool. Rijdt op zondag niet tussen Groningen en Bad Nieuweschans. Dit trajectdeel wordt dan gereden door treinserie 37500.         |

## Afbeeldingen

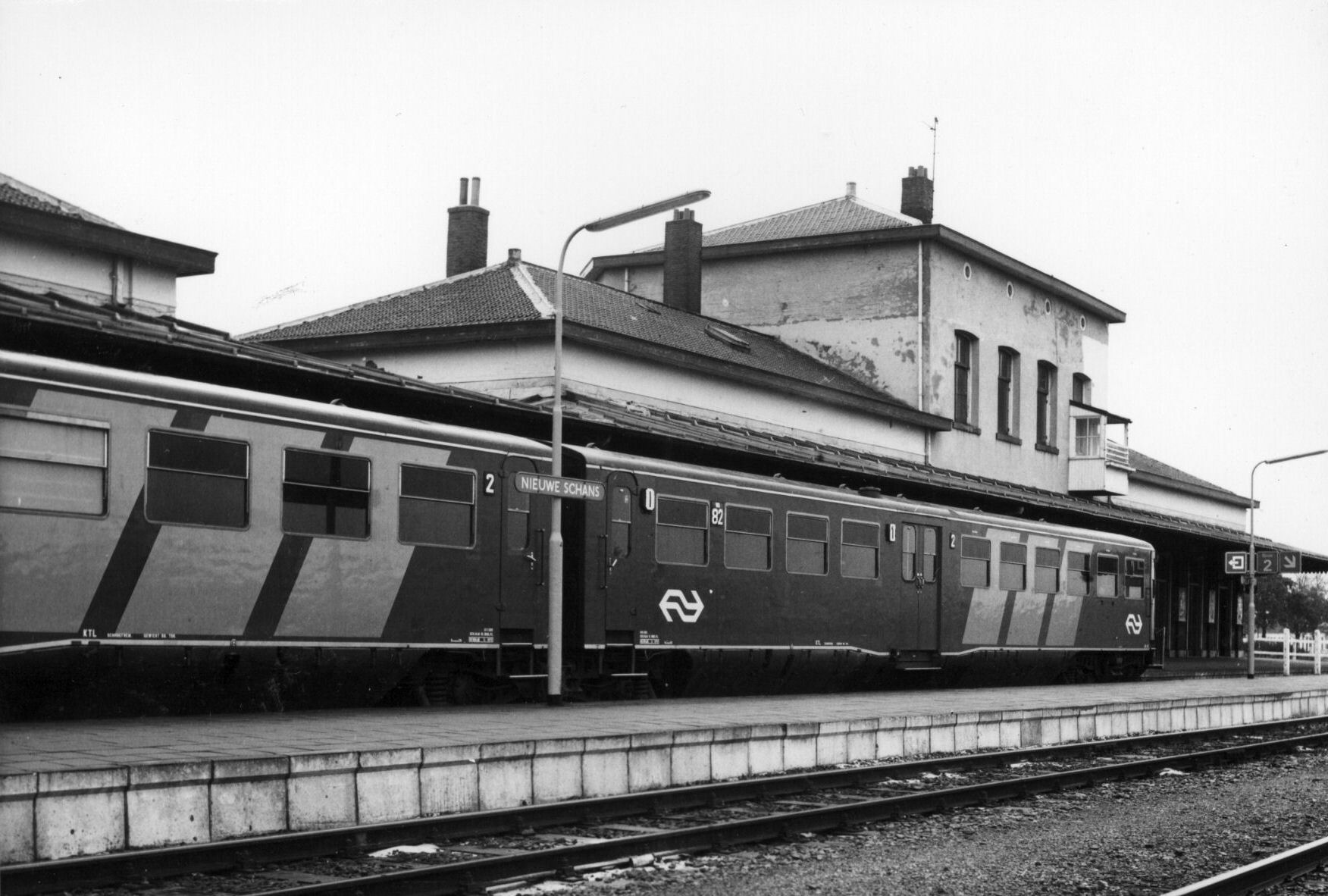
Gezicht op de perronzijde van het NS station Nieuweschans met langs het perron een Blauwe Engel. Op de achtergrond het inmiddels gesloopte stationsgebouw
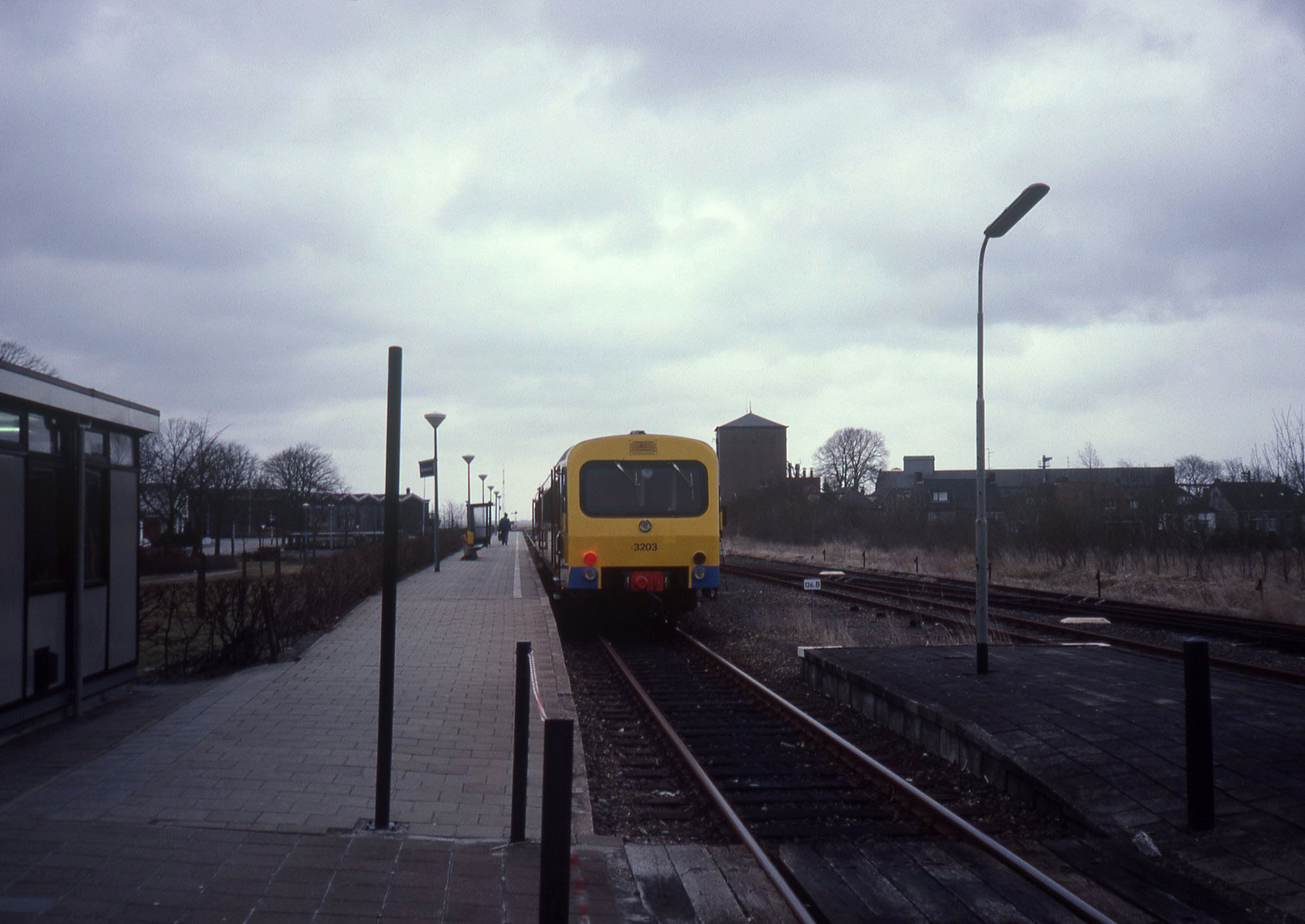
Wadloper op het station in 1987
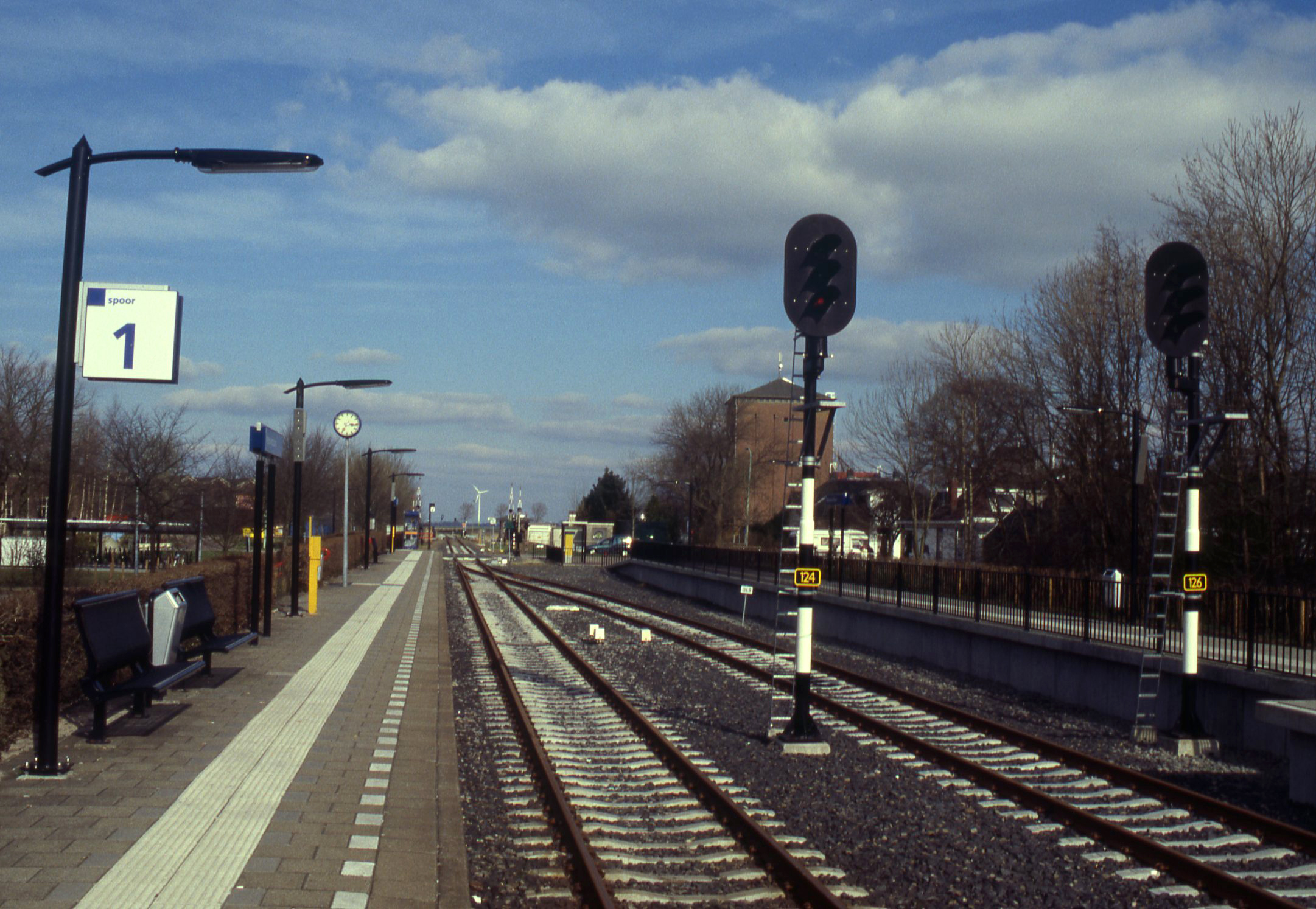
Het perron in 2002
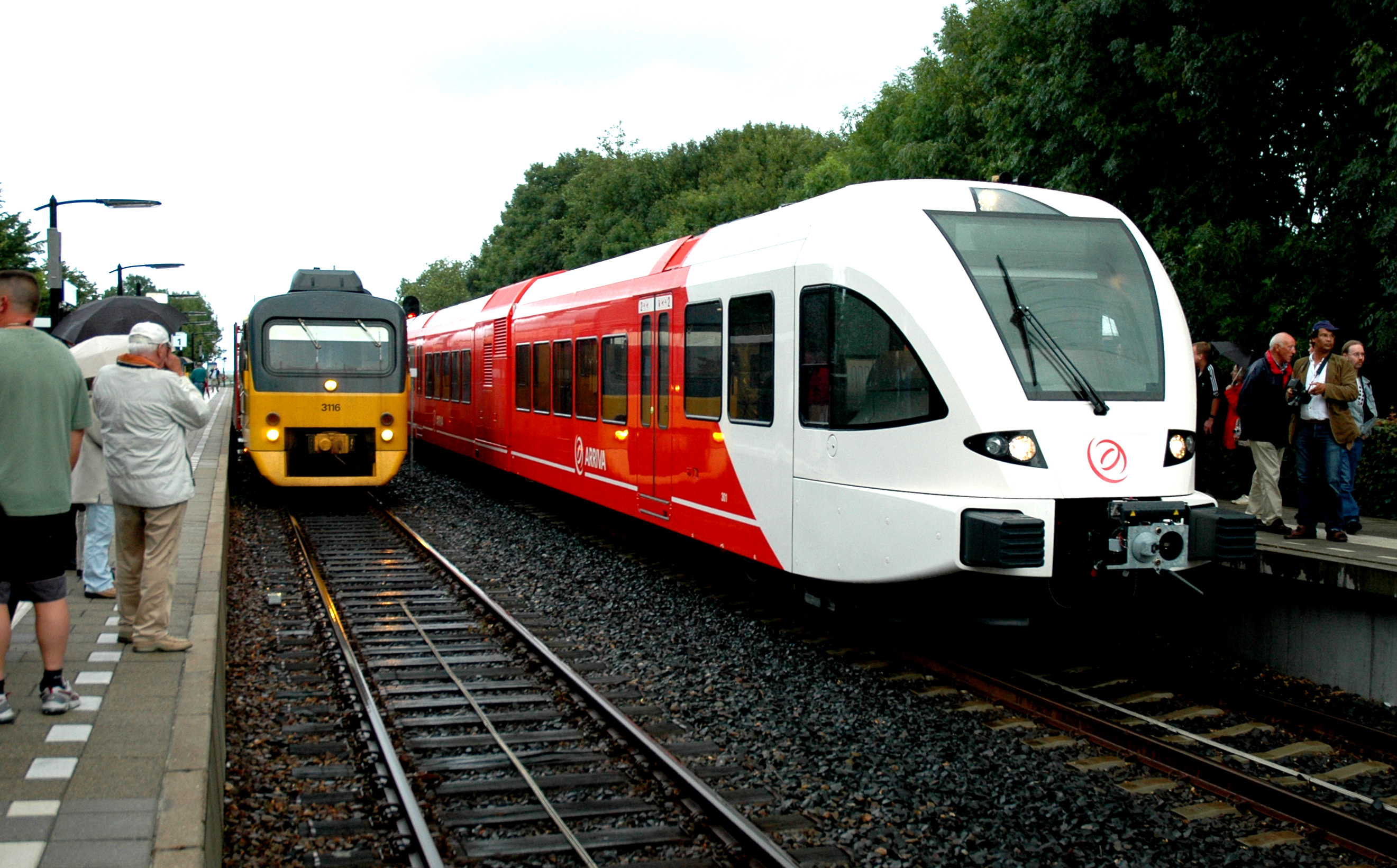
Station Nieuweschans met de trein vanuit Groningen en de trein naar Duitsland
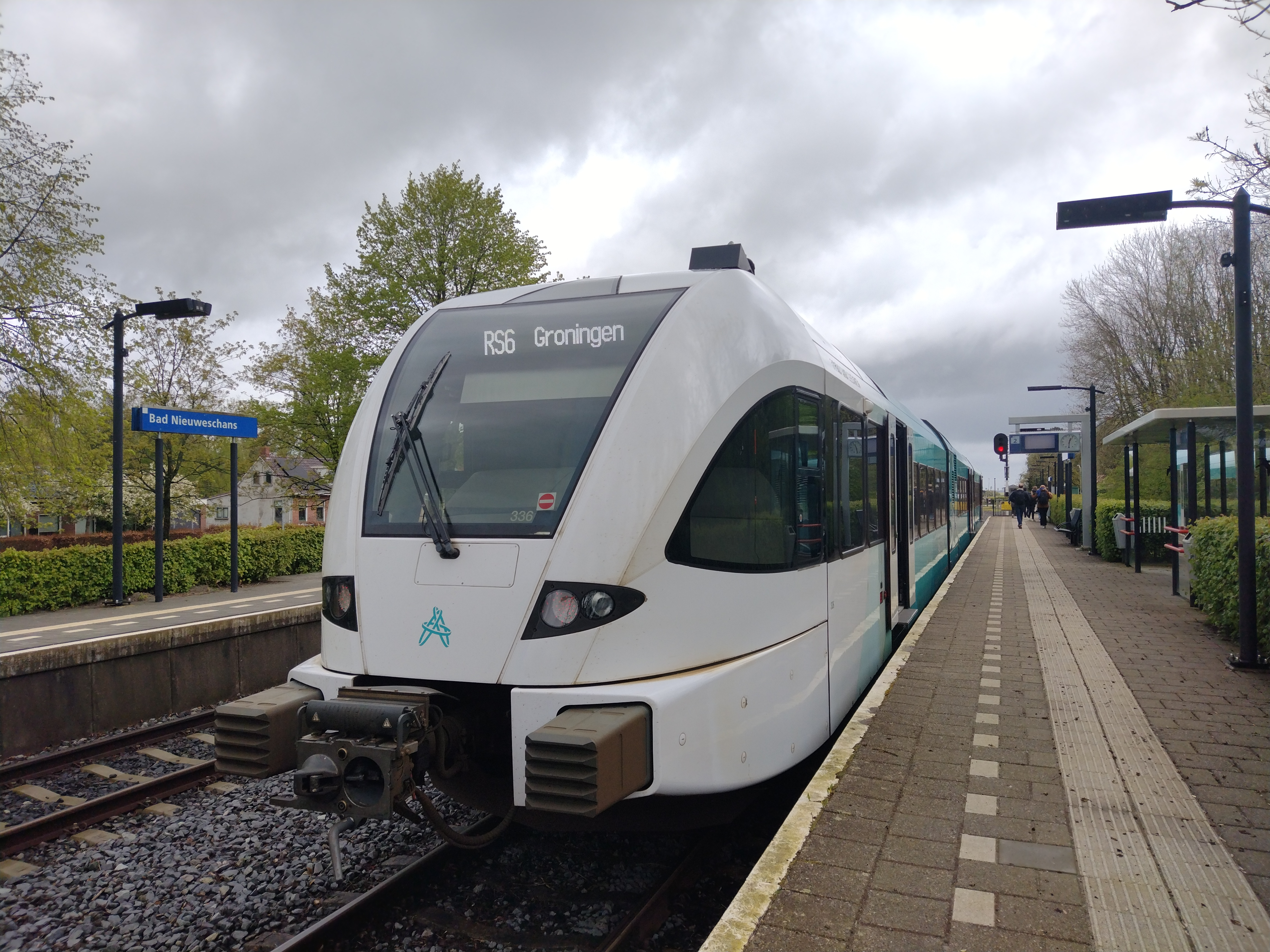
Arriva GTW op het station
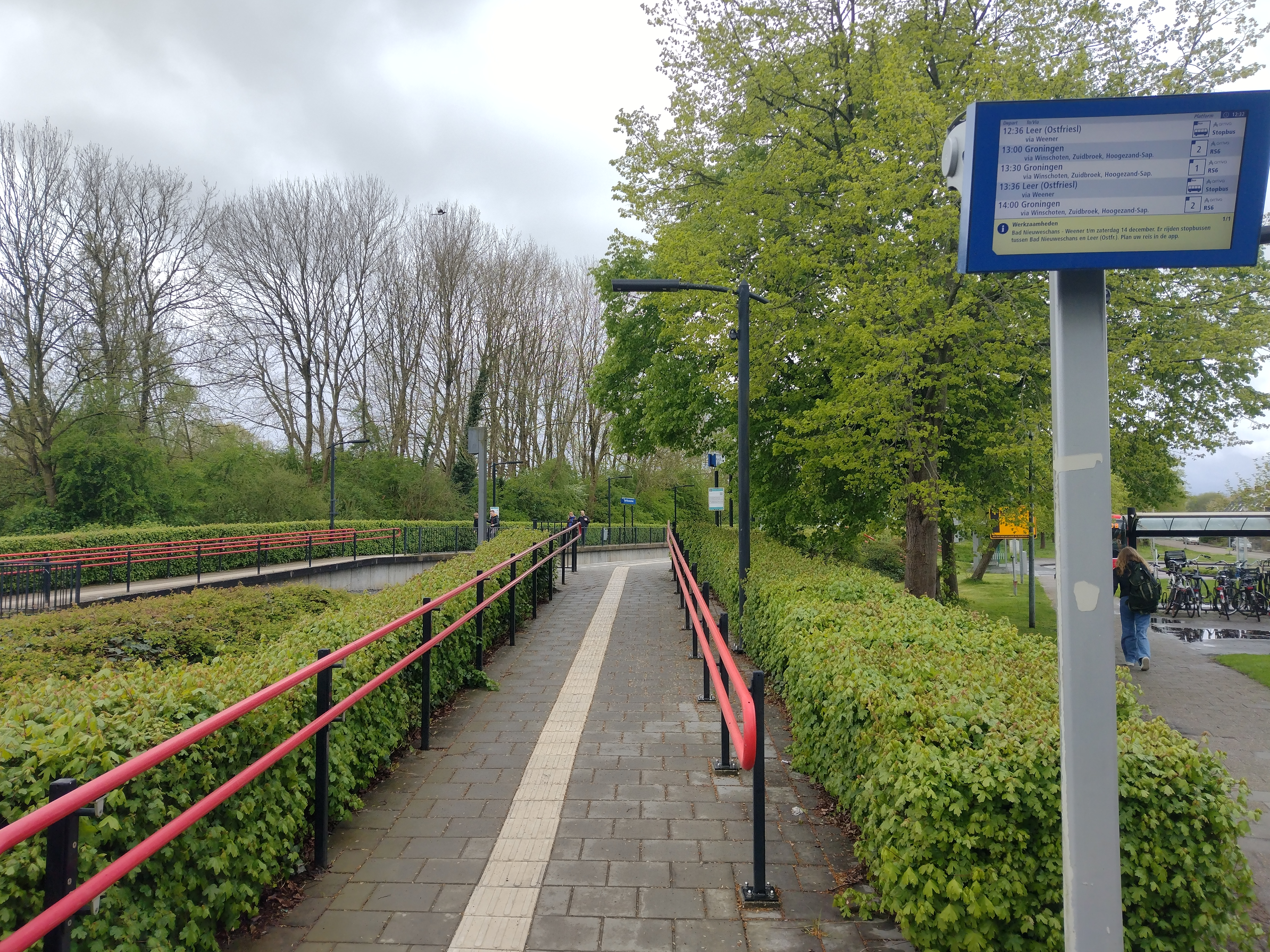
Toegang tot het perron
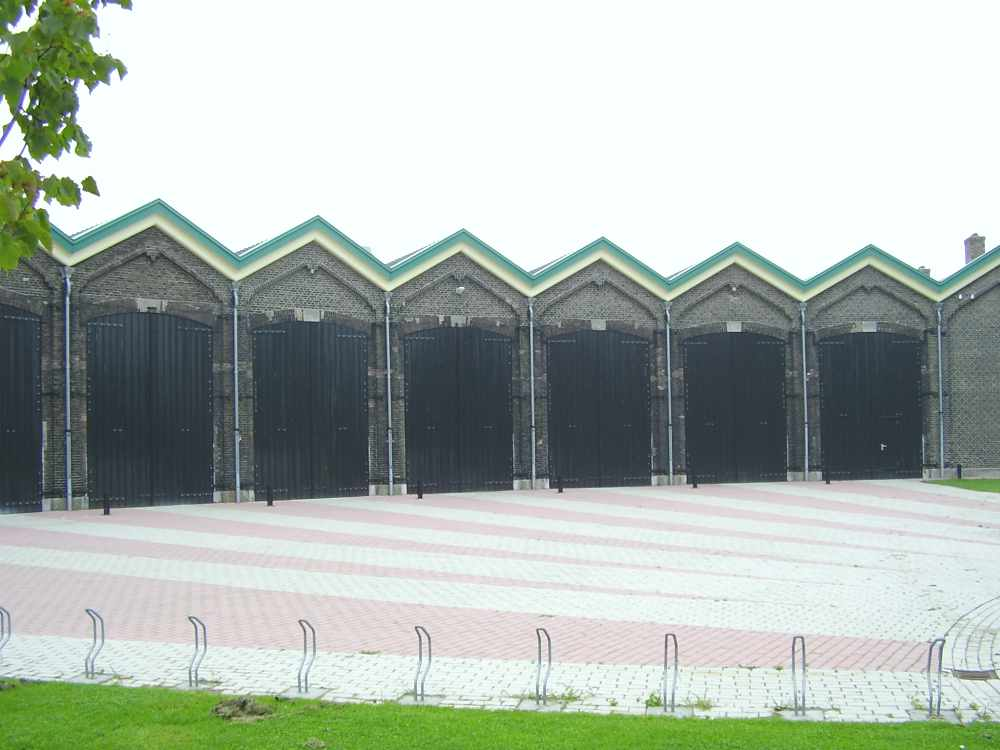
De locomotievenloods uit 1877